# Alan Smithee
Alan Smithee o Allen Smithee era un pseudònim oficial usat per directors de cinema que volien renegar d'un projecte. Encunyat el 1968 i  utilitzat fins que fou eliminat oficialment el 2000, va ser l'únic pseudònim utilitzat pels membres del Sindicat de Directors d'Amèrica (Directors Guild of America, DGA) quan els directors, insatisfets amb el producte final, demostraven al sindicat que no havien pogut exercir el control creatiu sobre la pel·lícula. Les regles del sindicat obligaven al director a no parlar de les circumstàncies que havien portat a fer la pel·lícula o fins i tot a reconèixer ser-ne el director.

## Abans de 1968
Abans de 1968, les normes del DGA no permetien que els directors usessin un pseudònim. Això es feia per a evitar que els productors poguessin obligar els directors a usar-los, cosa que dificultaria el desenvolupament dels llurs currículums. El sindicat també requeria que el director fos reconegut, en suport de la filosofia del DGA que el director era la principal força creativa darrere d'una pel·lícula.

## Primer ús
El pseudònim Smithee va ser creat per al seu ús a la pel·lícula Death of a Gunfighter, estrenada el 1969. Durant el seu rodatge, l'actor principal, Richard Widmark estava descontent amb el director Robert Totten, i fer que el substituïssin per Don Siegel. Quan la pel·lícula va acabar, Siegel no va voler signar-la, ja que havia rodat durant només 10 dies, i Totten refusà prendre el crèdit en el seu lloc. Una comissió del DGA acordà que  la pel·lícula no representava la visió creativa de cap dels dos directors.
La proposta original era acreditar el fictici "Al Smith", però que es considerà un nom massa comú, i de fet ja estava en ús en la indústria del cinema. El cognom es canvià primer per  "Smith" i després per "Smithee", el qual es creia que era prou distintiu per evitar confusió amb noms similars però sense cridar l'atenció sobre si mateix. Els crítics van elogiar la pel·lícula i el seu nou director, amb el diari The New York Times comentant que la pel·lícula havia estat "brillantment dirigida per Allen Smithee que demostra habilitat per a explorar rostres i extraient alhora el detall de fons" i Roger Ebert comentà "el director Allen Smithee, un nom amb qui no estic familiaritzat, permet que la seva història es desenvolupi naturalment."
Després  d'encunyar-se, el pseudònim "Alan Smithee" s'aplicà amb caràcter retroactiu a Fade-In (també conegut com a Iron Cowboy), una pel·lícula protagonitzada per Burt Reynolds i dirigida per Jud Taylor, la qual fou estrenada per primer cop abans de l'estrena de Death of a Gunfighter. Taylor també reclamà el pseudònim per a City in Fear (1980), amb David Janssen. Taylor comentà sobre el seu ús quan va rebre del DGA, el premi Robert B. Aldrich Achievement Award el 2003:
| « | Vaig tenir un parell de problemes en la meva carrera que van tenir a veure amb l'edició i amb no tenir el nombre de dies a la sala d'edició requerits per contracte que el meu agent no va poder resoldre. Per tant, vaig anar al gremi i els vaig dir “Això és el que està passant”. El Gremi em va defensar. Vaig obtenir l'Alan Smithee per ambdues. Va ser un senyal per a la indústria des del punt de vista dels drets creatius que les obres havien estat manipulades. | » |

El nom també es va aplicar amb caràcter retroactiu al drama televisiu de mitja hora de 1955 The Indiscreet Mrs. Jarvis protagonitzada per Angela Lansbury quan fou publicada en VHS el 1992.

## Progrés
El lletreig "Alan Smithee" es convertí en un estàndard, i Internet Movie Database llista prop de dues dotzenes de pel·lícules i molts més títols de televisió i episodis de sèries  acreditats amb aquest nom.

## Caiguda
Amb els anys el nom i el seu propòsit es va fer més conegut. El 1998 s'estrenà la pel·lícula An Alan Smithee Film: Burn Hollywood Burn, en la qual un home anomenat Alan Smithee (interpretat per Eric Idle) vol repudiar una pel·lícula que ha dirigit, però no pot fer-ho perquè el pseudònim proposat és el seu propi nom. La pel·lícula fou dirigida per Arthur Hiller, qui va informar al DGA que el productor Joe Eszterhas havia interferit amb el seu control creatiu. Va eliminar amb èxit el seu propi nom de la pel·lícula, de manera que "Alan Smithee" va ser acreditat en el seu lloc. La pel·lícula fou un fracàs comercial, recaptant només $ 45.779 als EUA amb un pressupost de voltant de $ 10 milions,. Segons el lloc web Rotten Tomatoes la valoració de la crítica és de només un 8% d'opinions positives. La publicitat negativa que envoltava la pel·lícula va cridar l'atenció no desitjada de l'opinió pública sobre el pseudònim. Després d'això el Sindicat va retirar el nom; per a la pel·lícula Supernova (2000), el director insatisfet Walter Hill Thomas fou acreditat com a Thomas Lee.

## Ús posterior
Mentrestant, el nom havia estat utilitzat fora de la indústria cinematogràfica, i encara es continua usant en altres mitjans i en projectes de cinema que estan fora l'empara del DGA. El director de cinema Mickey Rose va prendre el crèdit en el seu propi nom.
Els següents són alguns altres usos reals d'"Alan Smithee", en ordre cronològic:
- Marine Sharpshooter 4, un videojoc, tenia acreditat "Alan Smithee" com a director artístic.[11]
- Alan Smithee fou acreditat com el director en tres títols de cinema pornogràfic a principis dels 2000.[12]